# اقتصاد مدیریتی
اقتصاد مدیریتی (انگلیسی: Managerial economics) یا اقتصاد مدیریت، شاخه ای از اقتصاد است که با استفاده از مفاهیم، تئوری‌ها، ابزارها و روش‌های اقتصادی، اقدام به حل مشکلات اجرایی در شرکت‌ها می‌نماید و با ایجاد پیوند میان مباحث تئوری و کاربردی، به مدیرعامل در تصمیم‌گیری‌ها کمک می‌نماید. اقتصاد مدیریتی همچنین زیرشاخه ای از اقتصاد کسب و کار است که با بهره‌گیری از تجزیه و تحلیل اقتصاد خرد، اقدام به بهینه‌سازی فرایندها و روش‌های تصمیم‌گیری در سطح کسب و کارها یا سایر واحدهای مدیریتی می‌نماید.